# Theatre Is Evil
Theatre Is Evil è il secondo album in studio da solista della cantante statunitense Amanda Palmer, pubblicato nel 2012.

## Il disco
Il disco è stato pubblicato a nome Amanda Palmer & The Grand Theft Orchestra, gruppo composto da alcuni collaboratori della Palmer.

Il disco è stato prodotto da John Congleton e pubblicato dalla 8 Ft. Records, etichetta di riferimento della stessa Palmer, con distribuzione Cooking Vinyl in Europa e Alliance Entertainment negli Stati Uniti.
Il disco è stato annunciato il 20 aprile 2012, giorno in cui l'artista ha segnalato dal suo blog la possibilità di pre-ordinarlo attraverso la piattaforma Kickstarter. L'ammontare dei versamenti da parte di 24.883 sostenitori ha in seguito raggiunto 1.192.793 dollari, la somma più alta ricevuta sino ad allora per un progetto lanciato su Kickstarter.

## Tracce
Testi e musiche di Amanda Palmer, tranne dove indicato.
1. Meow Meow Introduces The Grand Theft Orchestra – 0:18
2. Smile (Pictures or It Didn't Happen) – 6:28
3. The Killing Type – 4:29
4. Do It with a Rockstar – 4:25
5. Want It Back – 4:09
6. Grown Man Cry – 5:16
7. Trout Heart Replica – 7:09
8. A Grand Theft Intermission – 2:07 (Jherek Bischoff)
9. Lost – 4:31
10. Bottomfeeder – 6:13
11. The Bed Song – 6:07
12. Massachusetts Avenue – 4:40
13. Melody Dean – 4:02
14. Berlin – 7:17
15. Olly Olly Oxen Free – 4:06

## Formazione
Amanda Palmer & The Grand Theft Orchestra
- Amanda Palmer - voce, piano, sintetizzatori
- Jherek Bishoff - voce, basso, chitarra
- Michael McQuilken - voce, batteria, percussioni
- Chad Raines - voce, chitarra, tromba, tastiere